# وانگ ژیدان
وانگ ژیدان (انگلیسی: Wang Zhidan؛ زادهٔ ۱۹ دسامبر ۱۹۷۰)  بازیکن بسکتبال اهل چین بود. وی در بازی‌های المپیک تابستانی ۱۹۹۲ شرکت کرده‌است.